# Trichacis acuminata
Trichacis acuminata (лат.) — вид наездников рода Trichacis из подсемейства Platygastrinae (Platygastridae). Эндемик Боливии (Южная Америка).

## Описание
Наездники мелкого размера. Длина тела около 2 мм. Основная окраска тела чёрная; радикль и основание усикового сегмента А1 жёлтые; дистальная часть А1 коричневая, сегменты А2–А10 темно-коричневые; мандибулы коричневые с темно-коричневой вершиной; передние ноги жёлтые, за исключением коричневого цвета на вершине лапок; середина ноги коричневая, за исключением 2/3 основания голени и 1–4 члеников лапки жёлтого цвета; задняя нога коричневая, основание вертлуга, вершинные 2/3 бедра, вершинные 2/3 голени и лапки темнее; тазики темно-коричневые; передние крылья затемнены в задних 2/3, с более тёмным и светлым рисунком в основной 1/3. Нижнечелюстные щупики 2-члениковые, нижнегубные щупики состоят из 1 сегмента. Формула голенных вершинных шпор 1-2-2. Лоб гладкий, на вершине мезоскутеллюма есть специализированная область с пучком волосков. Предполагается, что все представители рода Trichacis являются койнобионтными эндопаразитоидами личинок двукрылых галлиц (Diptera, Cecidomyiidae).

## Классификация и этимология
Вид был впервые описан в 2012 году энтомологами Таней Миленой Ариас-Пенной (Universidad Nacional de Colombia, Богота, Колумбия) и Любомиром Маснером (Agriculture and Agri-Food Canada, Оттава, Канада) по типовому материалу из Боливии (Южная Америка) и включён в состав рода Trichacis из подсемейства Platygastrinae (семейство Platygastridae). Название вида связано с височными выступами.